# Chinezen in Senegal
De Chinezen in Senegal kwamen na 1980 vanuit Volksrepubliek China naar dit West-Afrikaanse land. Het overgrote deel van hen woont in Dakar. Het aantal wordt geschat tussen de tweehonderd en tweeduizend. De Chinese Senegalezen runnen kleine winkeltjes die goedkope waren verkopen. Ze leren hun werknemers Standaardmandarijn en leren zelf weer het Wolof en Frans. Overvallen op Chinezen komen de laatste jaren veel voor. De Chinezen zijn door hun handel veel rijker dan de gemiddelde Senegalezen.
Chinezen in Senegal hebben verschillende verenigingen opgericht zoals:
- The Senegalese Association of Overseas Chinese (opgericht in Dakar in oktober 2007)
- The Chinese Association of Senegal (塞内加爾華人聯誼會) (geleid door Li Jicai/李吉才)
- The Association of Chinese Businessmen in Senegal
- The Senegal Chinese Friendship Association (塞内加爾中國人聯誼會)